# Sobór Zaśnięcia Matki Bożej w Omsku
Sobór Zaśnięcia Matki Bożej – prawosławny sobór w Omsku, katedra eparchii omskiej, wzniesiony w 1898, wysadzony w powietrze w 1934 i odbudowany w latach 2005–2007.
Kamień węgielny pod budowę soboru został położony w 1891, w czasie wizyty następcy tronu, Mikołaja Aleksandrowicza Romanowa, w Omsku. Prace budowlane nad obiektem zakończono w 1898. Początkowo świątynia miała nosić wezwanie Wniebowstąpienia Pańskiego, jednak w 1895, gdy powstała eparchia omska i tarska, zdecydowano o jego zmianie. Od momentu konsekracji cerkiew była katedrą tejże eparchii.

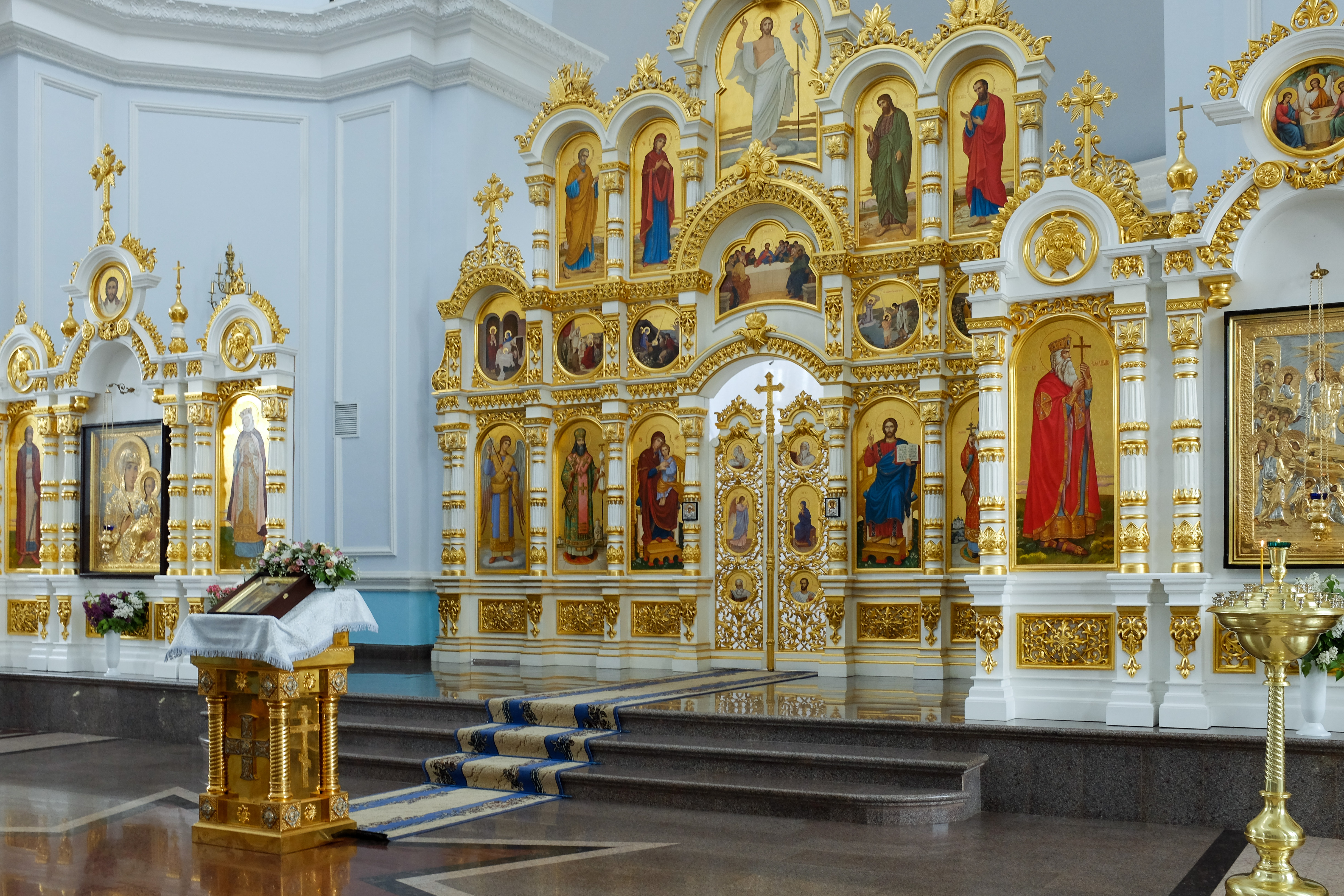
Wnętrze (2018)

W 1923 sobór został zamknięty, dziesięć lat później zdjęto z niego kopuły, zaś dzwony skonfiskowany na potrzeby trwającej industrializacji. W 1934 całe wyposażenie obiektu zostało przeniesione do muzeum religii i ateizmu. Ostatecznie rok później cerkiew została wysadzona w powietrze, a jej ruiny zrównane z ziemią. Na miejscu obiektu zaplanowano urządzenie Ogrodu Pionierów.
W 1999 na miejscu zniszczonego soboru został wzniesiony krzyż pamiątkowy. Cztery lata później podjęta została decyzja o odbudowie cerkwi.